# Remo Staubli
Remo Staubli (New York, 7 ottobre 1988) è un ex calciatore svizzero, di ruolo centrocampista.

## Palmarès

### Club
- Campionato svizzero: 1

Zurigo: 2006-2007
- Challenge League: 1

Aarau: 2012-2013